# Zhang Zesen
Zhang Zesen (chinesisch 张泽森, Pinyin Zhāng Zésēn; * 19. Dezember 1996 in Harbin) ist ein chinesischer Eishockeyspieler, der seit 2024 bei den Beijing Lions in der IJ League unter Vertrag steht, für den Klub aber auch in der chinesischen Eishockeyliga zum Einsatz kommt.

## Karriere
Zhang Zesen begann seine Karriere als Eishockeyspieler bei Beijing Ice Hockey, wo er bereits als 15-Jähriger in der chinesischen Liga debütierte. 2014 wechselte er zum Team aus Chengde, wo er drei Jahre spielte. 2017 wechselte er zu KRS-BSU Peking (damals noch KRS Heilongjiang), der zweiten Mannschaft von Kunlun Red Star, in die Wysschaja Hockey-Liga. Von 2021 bis 2023 spielte er für den Red Star in der Kontinentalen Hockey-Liga (KHL). Seit 2024 steht er bei den Beijing Lions in der IJ League unter Vertrag, kommt aber auch in der chinesische Liga zum Einsatz.

### International
Für die Volksrepublik China nahm Zhang Zesen im Juniorenbereich an den U18-Weltmeisterschaften der Division II 2012 und 2014 und der Division III 2013 sowie den U20-Weltmeisterschaften der Division II 2014 und der Division III 2015 teil. Zudem vertrat er seine Farben bei der Winter-Universiade 2015 im spanischen Granada.
Mit der Herren-Nationalmannschaft spielte der Stürmer erstmals bei der Weltmeisterschaft 2016 in Division II. Auch 2017, 2018, 2019 und 2022, als ihm mit den Chinesen der Sprung in die Division I gelang, spielte er in der Division II. 2023 spielte er erstmals in der Division I. Dort spielte er auch 2024. Mit dem Team aus dem Reich der Mitte spielte er außerdem bei den Winter-Asienspielen 2017 und 2025. Zudem nahm er auch an den Olympischen Winterspielen in Peking 2022, für die die Chinesen als Gastgeber qualifiziert waren, an der Eishockey-Asienmeisterschaft der Herren 2024 und der Qualifikation für die Olympischen Winterspiele in Mailand 2026 teil.

## Erfolge und Auszeichnungen
- 2013 Aufstieg in die Division II, Gruppe B, bei der U18-Weltmeisterschaft der Division III, Gruppe A
- 2015 Aufstieg in die Division II, Gruppe B, bei der U20-Weltmeisterschaft der Division III
- 2017 Aufstieg in die Division II, Gruppe A, bei der Weltmeisterschaft der Division II, Gruppe B
- 2022 Aufstieg in die Division I, Gruppe B, bei der Weltmeisterschaft der Division II, Gruppe A

## KHL-Statistik
(Stand: Ende der Saison 2022/23)